# Byrne
Byrne är ett irländskt efternamn med ursprung i iriska.
- David Byrne, är en amerikansk  sångare, musiker, kompositör, textförfattare och konstnär, medlem i Talking Heads.
- David Byrne, irländsk jurist och politiker.
- Donald Byrne, amerikansk schackspelare
- Ed Byrne, irländsk  ståuppkomiker.
- Frank M. Byrne, amerikansk republikansk politiker.
- Gabriel Byrne, irländsk  skådespelare.
- John Byrne, serieskapare.
- Michael Byrne,  brittisk skådespelare.
- Mike Byrne, amerikansk musiker
- Nicky Byrne, irländsk artist, medlem i Westlife.
- Pauline Byrne, amerikansk sångerska under swingeran
- Rhonda Byrne, australiensisk  tv-producent och författare.
- Roger Byrne, engelsk fotbollsspelare
- Rory Byrne, sydafrikansk ingenjör och formelbildesigner.
- Rose Byrne, australisk skådespelare.
- Shane Byrne, brittisk roadracingförare.
- Simon Byrne, irländsk boxare.
- Tommy Byrne, irländsk racerförare.